# 岡田あーみん
岡田 あーみん（おかだ あーみん、女性、1965年8月14日 - ）は、日本の元漫画家。沖縄県生まれ。

## 来歴
大阪府立北野高等学校在学中の1983年に「米須（よねす）あーみん」の名で投稿した『お父さんは心配症』が集英社の第162回りぼんNEW漫画スクールの準りぼん賞を受賞、『りぼん』5月号に掲載されデビュー。後に岡田に改名し、同作で連載を始めた。
『お父さんは心配症』『こいつら100%伝説』『ルナティック雑技団』とデビュー以来連載を続けた。1994年には『お父さんは心配症』がテレビ朝日系列にて朝日放送、国際放映製作でテレビドラマ化された。『ルナティック雑技団』連載終了後はシリーズの短編を発表。1997年以降は活動しておらず、消息についても公表されていない。
オンデマンド出版社「復刊ドットコム」には2000年の開設以来、岡田あーみん未単行本化作品の刊行を求むリクエストが多数寄せられており、2015年5月時点で得票数五千を越えトップになっていたが、集英社を通しても作者本人との面会すらできない状態で、交渉が不可能になっていた。2015年5月1日発売の『りぼん』において、りぼん創刊60周年記念企画の一環で未収録作品を収録した『ルナティック雑技団』の新装版全3巻が集英社より同年7月24日に発売されることが発表された。

## 人物・エピソード
- 「あーみん」は、デビュー当時好きだった松任谷由実のニックネームである「ユーミン」にちなんだものである。
- りぼんにて書かれていたキャッチフレーズは「少女漫画界に咲くドクダミの花」[5]。
- 『ちびまる子ちゃん』の作者さくらももこと、自身の漫画作品『お父さんは心配症』で合作をしたことがある。コミックによるとこの合作のために二人で合宿をしたという。さくらは「あーみんは美人」と書いている[6]。なお「ちびまる子ちゃん」の別の回でさくらは岡田の歩き方をネタにしたこともある。
- ファンのことを、作家の名前に借りて「あー民」と呼ぶことがある。自称他称ともに多用される。
- 『お父さんは心配症』の6巻の巻末の後書きマンガにて、本屋にて『お父さんは心配症』のコミックを探している高校生に遭遇したエピソードを描いているが、その時の高校生がのちに漫画家となる椎名高志だった[7]。

## 作品リスト

### お父さんは心配症
- 連載：1983年5月号 - 1988年11月号
- 刊行：1985年11月20日 - 1989年7月19日（全6巻）
- 同時収録作品
  - 番外編・シンデレラの怪談（RMC「お父さんは心配症」 (2) に収載）
  - 番外編・H（ヘンタイ）の悲劇（RMC「お父さんは心配症」 (2) に収載）
  - 番外編・お殿さまは心配症（RMC「お父さんは心配症」 (2) に収載）
  - お父さんは心配症・小学生編（RMC「お父さんは心配症」 (3) に収載）
  - 個人教授（RMC「お父さんは心配症」 (6) に収載）
  - あーみんの好き放題劇場（RMC「お父さんは心配症」（6）に収載）

主人公・佐々木光太郎は、高校生の娘を持つ中年のサラリーマン。妻に先立たれ、一人娘の典子が非行に走ってしまわないかと心配するあまり、常軌を逸した行動に出てしまう。典子は父の心配など必要のないよくできた娘。彼氏の北野くんも近年まれにみる好青年であり、清い交際を続けている。ところが父の心配症はますますエスカレートして、友人・知人を巻き込んだ異常な大騒動を繰りひろげる。
現在文庫版（全4巻）が発売されており、巻末に作家本人のコメントが収載されている。

### こいつら100%伝説
- 連載：1989年5月号 - 1992年9月号
- 刊行：1990年7月18日 - 1992年12月13日（全3巻）

時は戦国、策略や謀議に満ちた白鳥城ではスパイが潜入し、世継ぎの姫の命が狙われていた。白鳥姫子とその家臣団は姫が潜伏できる安全な場所を求め城下の忍術道場を訪ねたのだった。アクの強い弟子三人を抱える先生は、「忍者は、歴史の影として上様を守りぬく者だ」と教えるが、姫に一目ぼれした三人は歓心を買おうとしてそれぞれ私利私欲によった行動から大混乱をまねいてしまう。
忍者ものとなったのは担当編集者のアイディアであり、岡田の当初の構想では学園ものだった。

### ルナティック雑技団
- 連載：1993年1月号 - 1996年りぼん初夏のびっくり大増刊号
- 刊行：1994年3月20日 - 1996年11月20日（全3巻）

孤高の貴公子 天湖森夜は、特異なカリスマ性の持ち主ゆえに、孤独だった。そんな森夜のもとに、彼にあこがれる少女・星野夢実が家庭の事情でホームステイすることになったのだ。
夢実は、森夜に人間の友達が必要であることを感じながら、森夜に独占的な愛をそそぐ心配症の母 ゆり子や、森夜に片思いのお嬢様 成金薫子、森夜をライバル視する愛咲ルイ、そして、謎の男ミスターXとの出会いを経て、精神的に鍛えられていく。
後日談となる短編では、夢実と森夜の文通の顛末（てんまつ）や、薫子の片思いの行方等が描かれている。これらは長らく単行本化されていなかったが、2015年に刊行された新装版に収録された。

### 読み切り作品
- ささやかな俺の愛 りぼん1983年12月号掲載
- 花のいたづら りぼんオリジナル1991年初夏の号掲載
- こいつら100%伝説（3D劇場） りぼん1991年9月号ふろく
- あーみんの好き放題劇場 りぼん1994年4月 - 12月号掲載
- ルナティック雑技団番外編〜届け愛のエアメール〜 りぼんオリジナル1997年2月号掲載
- ルナティック雑技団番外編〜お嬢様のパーティー教室〜 りぼんティーンズ1997年5月増刊号掲載